# Philharmostes aeneoviridis
Philharmostes aeneoviridis är en skalbaggsart som beskrevs av Hermann Julius Kolbe 1895. Philharmostes aeneoviridis ingår i släktet Philharmostes och familjen Hybosoridae. Inga underarter finns listade i Catalogue of Life.